# Вампета
Ма́ркос Андре́ Бати́ста дос Са́нтос (порт.-браз. Marcos André Batista dos Santos; род. 13 марта 1974, Назаре, Баия), более известный под именем Вампе́та (порт.-браз. Vampeta) — бразильский футболист, защитник и полузащитник. Чемпион мира 2002 года в составе сборной Бразилии. Прозвище игрока Вампета — это языковая конструкция, созданная объединением двух слов, Vampiro (Вампир) и Capeta (Дьявол).

## Карьера

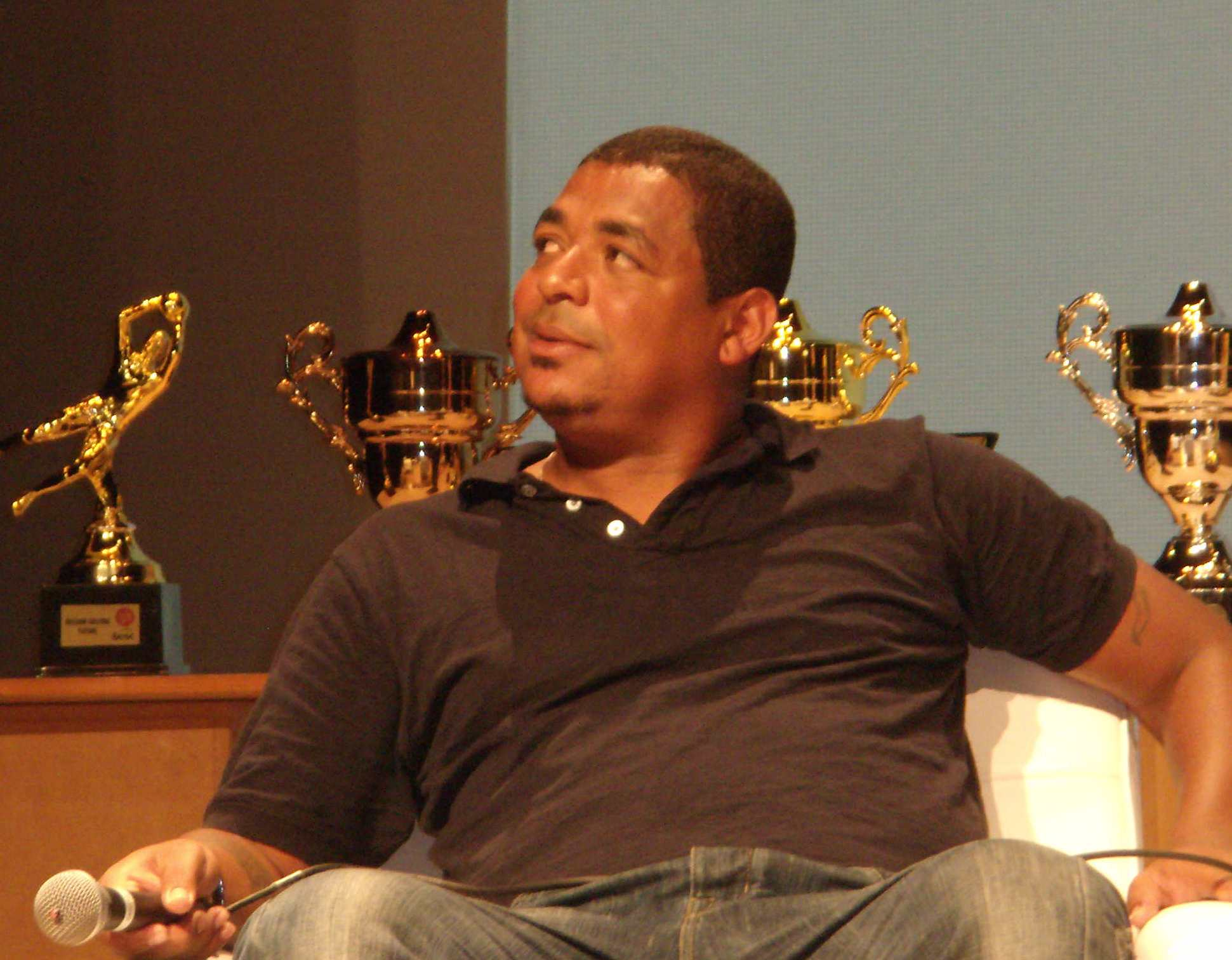
Вампета в 2012 году

Вампета начал карьеру в клубе «Витория» из города Салвадор. В 1994 году он был продан в голландский клуб ПСВ, подписав контракт на 3 года. Сыграв сезон в этой команде, бразилец перешёл в клуб ВВВ-Венло на правах аренды. Проведя два года в Нидерландах, Вампета вернулся в Бразилию, в клуб «Флуминенсе». Через два сезона защитник возвратился в ПСВ, с которым стал обладателем Кубка Нидерландов и двукратным победителем суперкубка страны. В 1998 году Вампета перешёл в «Коринтианс», куда его пригласил Вандерлей Лушембурго. Там он стал одним из столпов середины поля, наряду с Марселиньо Кариокой, Фредди Ринконом и Рикардиньо. С этой командой футболист выиграл два чемпионата Бразилии, чемпионат штата Сан-Паулу и клубный чемпионат мира.
В 2000 году Вампета перешёл в миланский «Интер», заплативший за трансфер игрока сборной Бразилии 15 млн долларов и подписав с ним пятилетний контракт. Футболист был порекомендован клубом партнёром полузащитника по сборной, лидером клуба, Роналдо. В первом же матче бразилец забил гол, поразив ворота «Лацио» в матче Суперкубка Италии. Но с приходом Марко Тарделли, полузащитник сел на скамью запасных, в частности, Марко на первой тренировке сказал Вампете, что не знает, кто он, а тот в ответ заявил, что не знает, кто такой Тарделли. в середине сезона, по обоюдному согласию, Вампета был обменян в «Пари Сен-Жермен» на Стефана Дальма. Сам игрок заявил о причинах неудачной игры в этот период: «Моратти все знает о нефти, а в футболе он полный ноль. Милан — город магазинов, в котором всегда идет дождь. Мне и Париж не нравился: там есть башня, музеи, но я все равно предпочитаю пляжи Баии — в мире нет лучшего места для жизни! Моя вторая родина — Голландия. Это свободная страна: женщины, наркотики, пиво. Люди курят, пьют и занимаются своими делами».
В 2001 году Вампета перешёл во «Фламенго», став частью сделки по продаже в «Интер» Адриано, а в ПСЖ Рейналдо. Но там футболист играл лишь с августа по ноябрь, проведя 16 встреч, в которых забил 1 гол. Причиной ухода футболиста стали задержки в заработной плате; сам Вампета даже помогал деньгами некоторым сотрудникам клуба. Уже после ухода, игрок рассказал, что в некоторых матчах он намеренно слабо играл, чтобы его продали побыстрее. В 2002 году полузащитник вернулся в «Коринтианс», с которым выиграл чемпионат штата и турнир Рио-Сан-Паулу. Затем он выступал за «Виторию» и кувейтский «Аль-Кувейт». Потом он вернулся в Бразилию, где играл за «Бразильенсе», «Гояс», «Коринтианс», «Жувентус» и клуб «Гремио Озаску», где он выступал в роли играющего тренера.
Во время чемпионата мира в ЮАР работал комментатором на программе Band Mania телеканала Rede Bandeirantes.
Вампета баллотировался на пост депутата штата Сан-Паулу от бразильской рабочей партии, но не был избран, набрав 0,07 процентов голосов

## Скандалы
Вампету стали называть «футбольной гей-иконой» после фотосессии для обложки гей-журнала «G magazin», где он снялся обнажённым, хотя сам игрок заявил, что геем не является: «В Бразилии есть футболисты и даже судьи, откровенно признающие свою нетрадиционную сексуальную ориентацию, но они не подвергаются дискриминации», также позже он рассказал, что его сестра является лесбиянкой.
Мать двух сыновей Вампеты подала на футболиста в суд, обвинив в том, что он её избил.

## Достижения

### Командные
- Обладатель Кубка Нидерландов: 1996
- Обладатель Суперкубка Нидерландов: 1996, 1997
- Чемпион Нидерландов: 1997
- Чемпион Бразилии: 1998, 1999
- Чемпион штата Сан-Паулу: 1999, 2002, 2003
- Обладатель Кубка Америки: 1999
- Чемпион мира среди клубов: 2000
- Победитель Турнира Рио — Сан-Паулу: 2002
- Обладатель Кубка Бразилии: 2002
- Чемпион мира: 2002
- Чемпион штата Баия: 2004
- Чемпион штата Гояс: 2006

### Личные
- Обладатель «Серебряного мяча» Бразилии: 1998, 1999
- Кавалер медали ордена «За заслуги» штата Баия: 2002